# Poncey-lès-Athée
Poncey-lès-Athée ist eine französische Gemeinde mit 574 Einwohnern (Stand: 1. Januar 2022) im Département Côte-d’Or in der Region Bourgogne-Franche-Comté (vor 2016 Bourgogne). Sie gehört zum Arrondissement Dijon und zum Kanton Auxonne. Die Einwohner werden Poncéens genannt.

## Geographie
Poncey-lès-Athée liegt etwa 33 Kilometer ostsüdöstlich von Dijon an der Saône, die die Gemeinde im Osten und Südosten begrenzt. Umgeben wird Poncey-lès-Athée von den Nachbargemeinden Lamarche-sur-Saône im Norden und Nordwesten, Flammerans im Osten, Auxonne im Süden und Südosten, Athée im Süden und Südwesten sowie Magny-Montarlot im Westen und Nordwesten.

## Bevölkerungsentwicklung
| Jahr                       | 1962 | 1968 | 1975 | 1982 | 1990 | 1999 | 2006 | 2013 | 2019 |
| Einwohner                  | 382  | 370  | 357  | 365  | 380  | 396  | 498  | 591  | 571  |
| Quellen: Cassini und INSEE |      |      |      |      |      |      |      |      |      |

## Sehenswürdigkeiten
- Kapelle aus dem 20. Jahrhundert
- Stauwehr